# Buste van Simón Bolívar (Paramaribo)

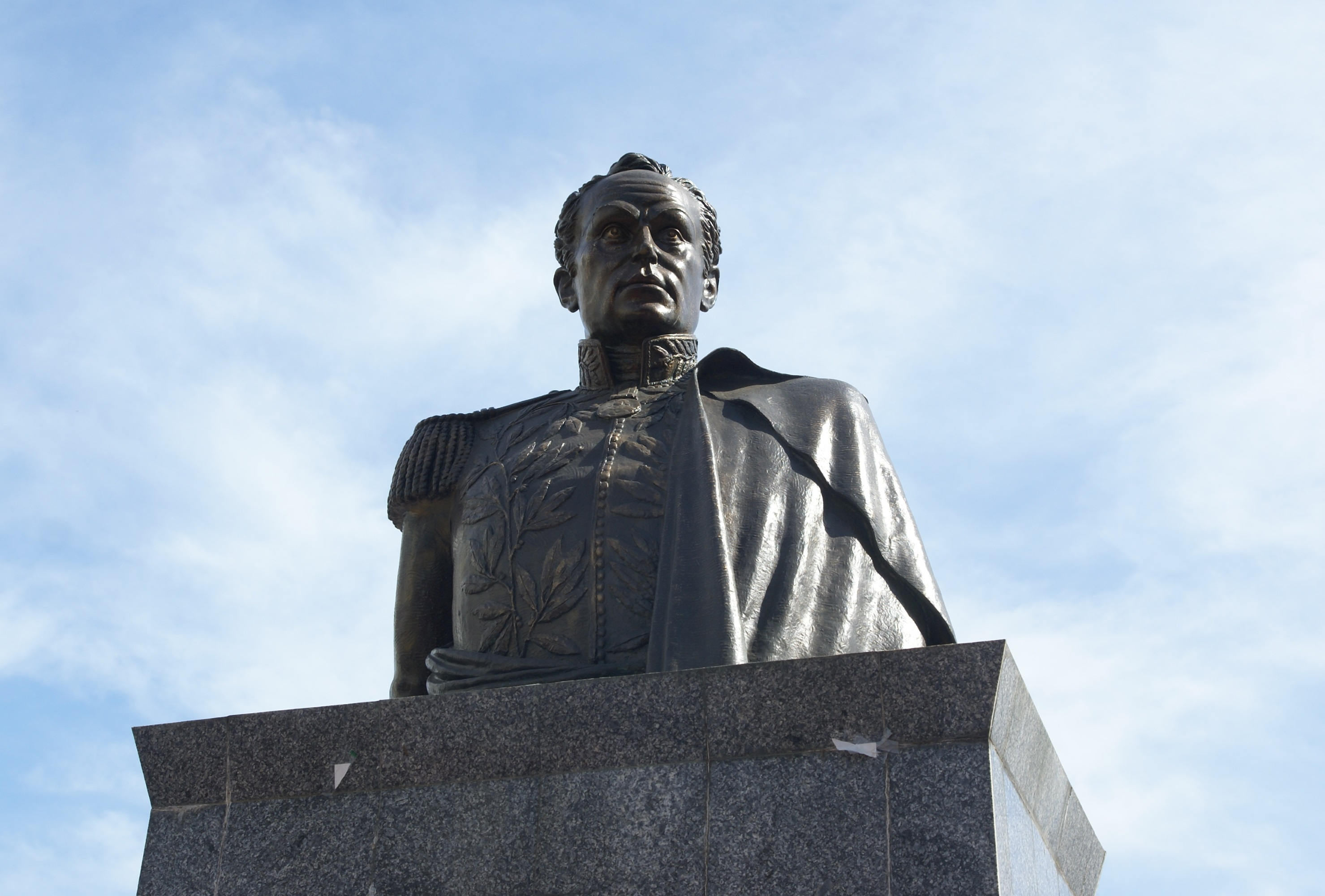
De buste van Simón Bolívar.

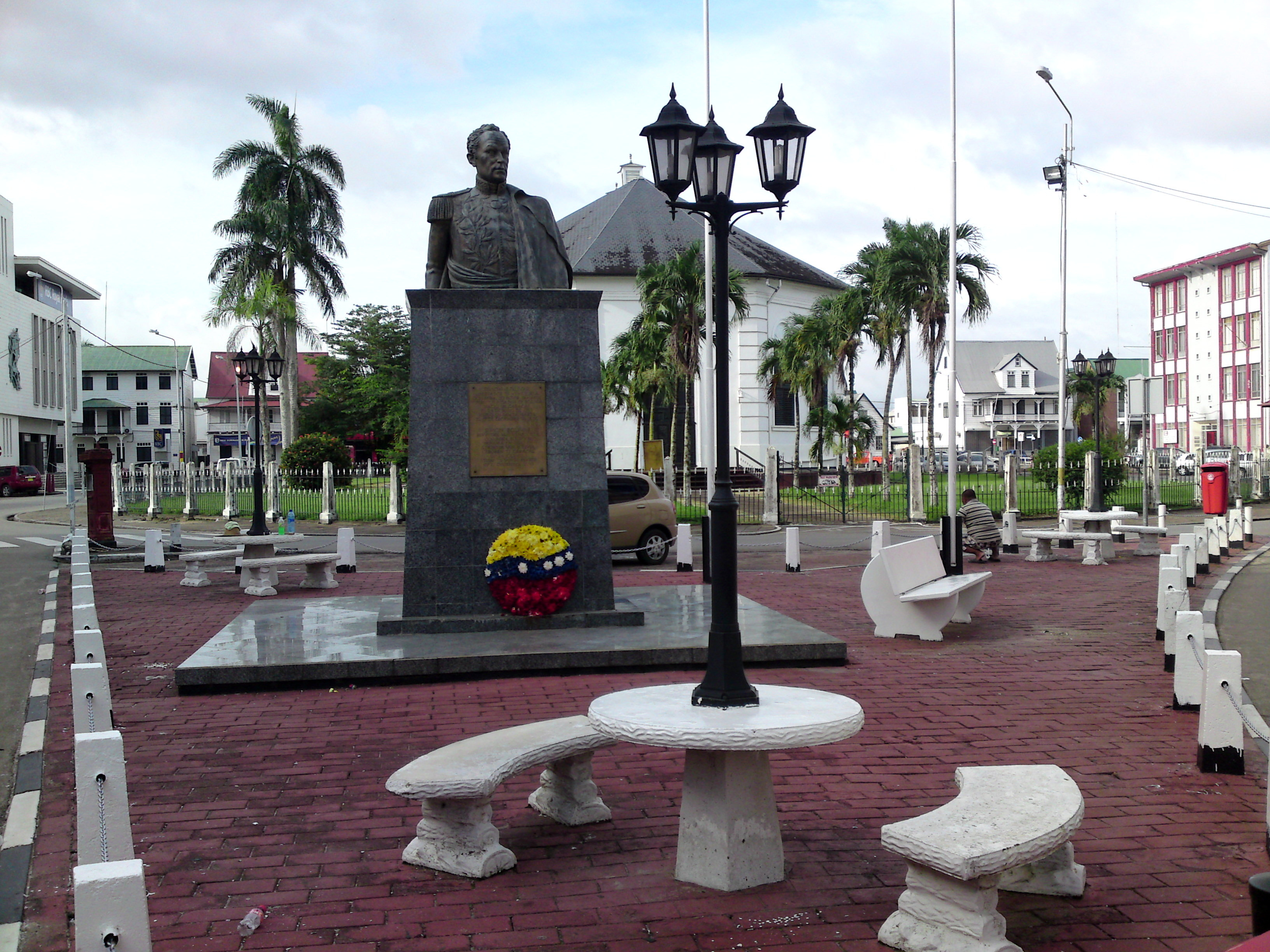
De buste staat op het Kerkplein.

De buste van Simón Bolívar staat op het Kerkplein aan de zuidwestzijde van de hervormde Centrumkerk in Paramaribo, Suriname.
De buste voorstellende de vrijheidsstrijder Simón Bolívar is een geschenk van Venezuela aan Suriname en werd onthuld in 1955.
Het beeld is geplaatst op een betegeld platform boven op een betegelde zuil waarop een plaquette is bevestigd met de tekst:
Simon Bolivar
libertador de Venezuela
Columbia, Ecuador, Panama
y Peru Fundador de Bolivia
Nacio en Caracas
el 24 de julio de 1783
Murio en Santa Marta
el 17 de diciembre de 1830
Simon Bolivar
bevrijder van Venezuela
Columbia, Ecuador,
Panama en Peru en
stichter van Bolivia
Geboren te Caracas
op 24 juli 1783
Stierf te Santa Marta
op 17 december 1830